# تشخيص تفريقي
يستخدم مصطلح التشخيص الفارق أو  التَشْخيصٌ التَفْريقِي (بالإنجليزية: differential diagnosis)‏ في المجال الطبي للتعبير عن مجموع التشخيصات الطبية المحتملة لمرض أو عرض معين، وهو طريقة لتحليل التاريخ الطبي للمريض والفحص السريري للوصول إلى التشخيص النهائي الصحيح، ويشمل تمييز مرض أو حالة معينة عن غيرها من الحالات التي تشترك معها بصفات سريرية مشابهة. يستخدم الأطباء التشخيص التفريقي لتشخيص مرض معين لدى المريض، أو على الأقل لتحديد أي حالات قد تشكل تهديدًا وشيكًا للحياة، وفي كثير من الحالات يُطلق على كل احتمال فردي لمرض معين التشخيص التفريقي، فمثلًا يمكن أن يكون التهاب القصبات الحاد تشخيصًا تفريقيًا عند تقييم مريض لديه سعال، حتى لو كان التشخيص النهائي هو رشح عادي.
يعد إجراء التشخيص التفريقي طريقة تشخيصية منهجية تُستخدم لتحديد المرض في الحالات التي توجد فيها بدائل واحتمالات متعددة ممكنة. قد تستخدم هذه الطريقة الخوارزميات، من خلال عملية الاستبعاد، أو على الأقل الحصول على المعلومات التي تقلص احتمالات الحالات المرشحة باستخدام أدلة مثل الأعراض والقصة المرضية والفحص السريري.
يستخدم التشخيص التفريقي أيضًا في مجال الطب النفسي، إذ يمكن ربط تشخيصين مختلفين بمريض تظهر عليه أعراض يمكن أن تتناسب مع كلا التشخيصين، فمثلًا يمكن وضع تشخيص تفريقي لاضطراب الشخصية الحدية عند مريض شخصت إصابته بالاضطراب ثنائي القطب نظرًا للتشابه في أعراض كلتا الحالتين.
تختلف الاستراتيجيات التي تستخدم في وضع قائمة التشخيص التفريقي باختلاف خبرة الطبيب أو مقدم الرعاية الصحية، إذ قد يعمل مقدمو الرعاية الصحية المبتدئون بشكل منهجي لتقييم جميع التفسيرات المحتملة لمخاوف المريض، لكن أولئك الذين لديهم خبرة أكبر غالبًا ما يعتمدون على الخبرة السريرية والفحوص والاستقصاءات المساعدة.

## المكونات العامة
للتشخيص التفريقي أربع خطوات رئيسية، وهي:
1. جمع المعلومات ذات الصلة بالمريض، وإنشاء قائمة بالأعراض.[4]
2. وضع قائمة بالأسباب المحتملة التي قد تسببها هذه الأعراض، ولا يلزم أن تكون القائمة مكتوبة.[5]
3. ترتيب القائمة عن طريق الموازنة بين مخاطر التشخيص والاحتمال، مع التأكيد على أن هذه الطريقة ذاتية وليست موضوعية.
4. إجراء الاختبارات لتحديد التشخيص المؤكد. وفي حال لم يصل الطبيب لتشخيص واضح يمكن بدء العلاج اعتمادًا على التشخيص الأرجح أو الأكثر احتمالًا.

وضع بعض الأطباء قائمة خاصة للمساعدة في التفكير في الأسباب المرضية المتعددة المحتملة وقسموها إلى مجموعات رئيسية:
- أسباب وعائية.
- التهابات أو أمراض معدية.
- أورام.
- أمراض تنكسية أو ناتجة عن الأدوية.
- مجهول السبب، تسمم، علاجي المنشأ.
- أسباب خلقية.
- المناعة الذاتية، الحساسية، أسباب تشريحية.
- الرضوض.
- أسباب غدية أو بيئية.
- أسباب استقلابية.

## طرق محددة
تتوافر عدة طرق لإجراء التشخيص التفريقي، ويمكن استخدام طرق التشخيص التفريقي بالتزامن أو بالتناوب مع بروتوكولات معيارية خاصة أو استخدام الخوارزميات الطبية، فمثلًا في حالات الطوارئ قد لا يكون هناك وقت كافٍ لإجراء أي حسابات تفصيلية أو تقديرات لاحتمالات مختلفة، وفي هذه الحالة يكون بروتوكول الإنعاش القلبي الرئوي (مجرى الهواء – التنفس – الدوران) هو الأفضل والأكثر ملاءمة لهذه الحالة، أما إذا كانت الحالة أقل خطورة يمكن اعتماد إجراء تشخيص تفريقي أكثر شمولًا وتفصيلًا
يمكن تبسيط إجراءات التشخيص التفريقي إذا عثر الطبيب على علامة أو عرض يرتبط بالمرض بشكل وثيق أو في حالة عدم وجود علامة أو أعراض يعتبر وجودها ضروريًا لتشخيص مرض معين.

## تاريخ
اقترحت طريقة التشخيص التفريقي لأول مرة لاستخدامها في تشخيص الاضطرابات النفسية بواسطة كرابيلن، والذي وصفها بأنها أكثر منهجية ودقة من الطريقة التقليدية التي تعتمد على مبدأ الانطباع السريري للطبيب المعالج.